# Beboka Bima
Pour les articles homonymes, voir Bima (homonymie).
Beboka Bima est une localité du Cameroun, située dans l'arrondissement de Mundemba, le département du Ndian et la Région du Sud-Ouest.
Comme pour d'autres localités de la région (comme Lipenja), la grande quantité de forêts attire les compagnies investissant dans l'huile de palme.

## Population
La localité comptait 173 habitants en 1953, 230 en 1968-1969, 190 en 1972, principalement des Bima du groupe Oroko, d'où son nom.
Lors du recensement national de 2005, Beboka Bima comptait 126 habitants.